# ارتوفنیل فنل سدیم
اُرتوفنیل فنل سدیم (به انگلیسی: Sodium orthophenyl phenol) یک ترکیب شیمیایی با شناسه پاب‌کم ۲۳۶۷۵۷۳۵ است.